# FC Triesenberg
El Fußball Club Triesenberg és un club de futbol de Liechtenstein que juga a la ciutat de Triesenberg. Juga a la lliga suïssa de futbol.

## Palmarès
- Sense títols destacats